# Helena Bohle-Szacki

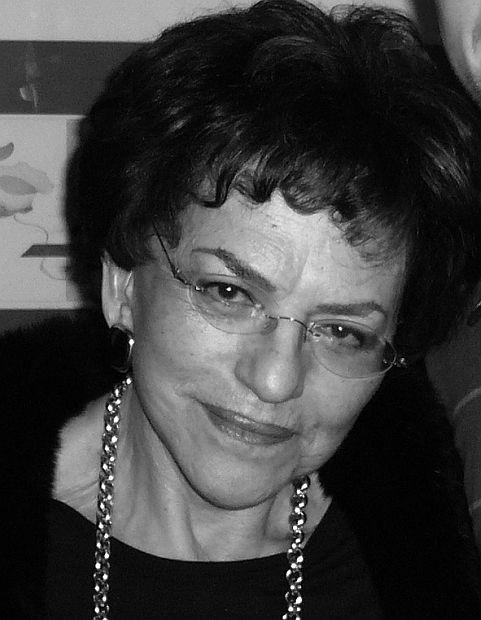
Helena Bohle-Szacki im Jahr 2008

Helena Bohle-Szacki (geboren am 27. Februar 1928 in Bialystok; gestorben am 21. August 2011 in Berlin) war eine deutsch-polnisch-jüdische Überlebende des Holocaust, Modedesignerin und Künstlerin. Sie galt als die erste polnische Modedesignerin der Nachkriegszeit, die sich auch außerhalb des eisernen Vorhangs einen Namen gemacht hat.

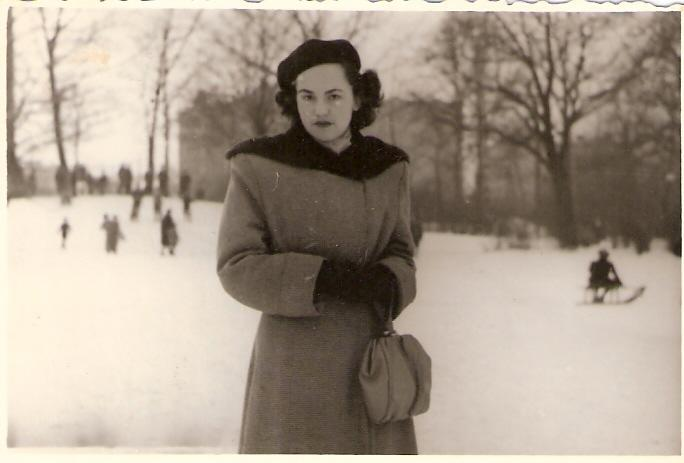
Helena Bohle-Szacki als junge Frau im Jahr 1938

## Leben
Helena Bohle-Szacki, von Freunden und Familie auch Lilka genannt, wuchs in gutbürgerlichen Verhältnissen in Polen auf. Ihr Vater Alexander Bohle arbeitete als Textilingenieur in gehobener Stellung. Helena Bohle-Szackis Mutter, Maria Fanny (geborene Tobolska), eine assimilierte Jüdin aus Lodz, betreute sie und ihre Halbschwester Irena Aronson-Bohle, das Kind aus der ersten Ehe der Mutter, zuhause. Wegen der Machtergreifung Hitlers wechselte ihr Vater von der deutschen zur polnischen Staatsbürgerschaft. Auch von 1939 bis Juni 1941, zur Zeit der sowjetischen Besatzung nach dem Überfall auf Polen, blieb die Familie von den Geschehnissen weitestgehend unbehelligt. Im Juli 1941 wurde von der deutschen Besatzung in Bialystok ein Ghetto errichtet, in das Helena Bohle-Szackis Mutter und Irena übersiedeln mussten. Nach der Schließung des Ghettos tauchten sie mit Hilfe des Vaters unter. Irena wurde währenddessen von der Gestapo gefunden und erschossen. Bis 1944 besuchte Helena den illegalen Schulunterricht, den sie mit dem Abitur abschloss. Im April 1944 wurde sie festgenommen und in Untersuchungshaft ins Bialystoker Gestapogefängnis überführt. Ihr Vater versuchte erfolglos, sie freizubekommen.
Im Juni 1944 wurde Helena Bohle-Szacki in das Konzentrationslager Ravensbrück eingewiesen und zur Arbeit gezwungen. Dort stellte sie ihre ersten Zeichnungen her. Im Herbst 1944 wurde sie ins Konzentrationslager Helmbrechts überführt. Bis April 1945 arbeitete Helena an der Drehbank für die Rüstungsfirma Neumeyer, die nach der Bombardierung Nürnbergs in die ehemalige Weberei Joseph Witt in Helmbrechts verlagert wurde. Ab April 1945 wurde sie auf den Todesmarsch von Helmbrechts nach Volary geschickt, bei dem die Gefangenen im Grenzgebiet der sowjetischen und amerikanischen Front gerieten. Am 7. Mai wurde sie im Konzentrations-Außenlager Zwodau durch die amerikanischen Truppen befreit. Anschließend kehrte sie alleine nach Bialystok zurück, sie reiste dabei mit dem Zug durch Dresden und Warschau. Helena Bohle-Szacki zog mit ihren Eltern nach Lodz, wo sie sich von verschiedenen Krankheiten wie der Tuberkulose erholte.
1947 ging sie im Alter von 19 Jahren ihre erste Ehe mit dem deutlich älteren Arzt Benedykt Wine ein. Während Helena Bohle-Szackis Studienzeit beging ihr Vater 1950 im Zusammenhang mit den stalinistischen Repressionen Selbstmord und sie ging ihre zweite Ehe mit Jerzy Urbanowicz ein. Helena Bohle-Szackis Mutter ertrug den Tod des Ehemanns nicht und begab sich ins Exil, erst nach Israel, später nach Brüssel. 1963 zog Helena Bohle-Szacki nach Warschau und begann ihre dritte Ehe mit Wiktor Szacki, für den sie ihren zweiten Ehemann verließ.
Nach dem ersten Knüpfen von beruflichen Kontakten im westlichen Ausland wechselte sie ihren Wohnsitz 1968 und wohnte fortan in West-Berlin. Ein Grund ihrer Emigration war der Antisemitismus in Polen. Helena Bohle-Szacki und ihr Ehemann Wiktor Szacki wollten sich ursprünglich dauerhaft in London niederlassen. Hierfür war ein Aufenthalt in West-Berlin als Zwischenstation nötig, doch die Formalitäten für die Entschädigungszahlung für das im Krieg erlittene Leid, welche Helena Bohle-Szacki zustanden, zogen sich in die Länge, weshalb sie die Weiterreise nach London abbrachen und in Deutschland sesshaft wurden. Ab den 1980er-Jahren beteiligte sie sich ebenfalls an Solidaritätsaktionen für Polen. Sie engagierte sich beispielsweise für polnische Emigranten in Berlin und ließ arme Studenten im Zuhause der Szackis wohnen, wodurch die Wohnung der Eheleute auch als „Szacki-Hotel“ bekannt wurde. Die Eheleute Szacki machten Bekanntschaft mit vielen Intellektuellen und hielten in ihrer Wohnung Kultursalons ab, so fand 1985 dort auch regelmäßig ein privater Berliner Kongress der polnischen Kultur im Exil statt. Zudem half sie der polnischen Gewerkschaft Solidarność bei der Organisation von Streiks, spendete materielle Zuwendungen für Kriegsbeteiligte und ihre Angehörigen und rief auch ihre deutschen Bekannten dazu auf, Hilfe zu leisten, da sie sich selbst als politischen Flüchtling ansah. 1994 erhielt sie für ihre Unterstützung das Offizierskreuz des Ordens Polonia Restituta und bekam ihre polnische Staatsangehörigkeit zurück.
1983 trennte sie sich von ihrem dritten Mann. 1993 beging ihr Lebensgefährte Selbstmord. Es gingen keine Kinder aus ihren Beziehungen hervor, die traumatischen Erlebnisse hatten bei Helena Bohle-Szacki zur Unfruchtbarkeit geführt. In ihren letzten Lebensjahren berichtete sie von ihren Kriegserlebnissen, 2005 wurde vom Zwangsarbeit-Archiv ein Interview in polnischer Sprache mit ihr geführt. Im 2006 gedrehten Filmprojekt Ausgelöscht. Bialystok und seine Juden trat sie ebenfalls in einem Interview auf. 2011 fand ein Zeitzeugengespräch mit ihr im Jüdischen Museum Berlin statt, das im  Rahmen der Ausstellung Zwangsarbeit. Die Deutschen, die Zwangsarbeiter und der Krieg entstand. Helena Bohle-Szacki starb am 21. August 2011 an Herzversagen in Berlin.  Der Lette-Verein richtete 2018 anlässlich ihres 90. Geburtstags eine Gedenk-Veranstaltung aus.

## Karriere
Von 1947 bis 1953 studierte Helena Bohle-Szacki an der staatlichen Hochschule für Bildende Künste in Lodz im Fachbereich Graphik und erwarb ihr Diplom. Unter anderem studierte sie bei dem Maler Władysław Strzemiński.
Es fiel ihr nach dem Abschluss nicht leicht, Arbeit zu finden, da die Werbebranche noch nicht etabliert war. Zunächst arbeitete sie für eine Lodzer Tageszeitung, die Dziennik Łódzki, später auch für die bekannten Modezeitschriften Uroda und Moda. Schließlich wurde sie als Modedesignerin in Lodz und in Warschau tätig. Bis 1963 zeichnete Helena Bohle-Szacki Modeblätter, arbeitete als Journalistin, dozierte an ihrer ehemaligen Hochschule im Fach Mode und entwarf schließlich selbst Kleider. Sie baute sich außerdem einen intellektuellen Freundeskreis auf. Sie war im Zentralen Labor der Bekleidungsindustrie und in den drei bekanntesten polnischen staatlichen Modehäusern der 1960er-Jahre in leitenden Positionen angestellt: Telimena, Moda Polska und Leda. 1965 fand eine Modenschau mit ihrer Kollektion in West-Berlin im bekannten Europa-Center statt. Diese wurde positiv von der Presse aufgenommen.
So war Helena Bohle-Szacki nach ihrer Emigration auch in Deutschland im Bereich der Mode tätig, zunächst an Volkshochschulen als Dozentin und als Näherin für eine Textilfirma, später erhielt sie Lehraufträge im Fach der visuellen Kommunikation und der grafischen Komposition an der Lette-Schule. Diese Anstellung erhielt sie durch den Einsatz ihrer Studenten, die Helena Bohle-Szacki einer deutschen Mitbewerberin vorzogen. Nebenher war sie selbstständig künstlerisch tätig und musste aus gesundheitlichen Gründen die Frührente antreten.
Zwischen 1986 und 1999 betrieb sie die am polnischen Klub der Katholischen Intelligenz in Berlin bestehende Galerie und bemühte sich dort, das Image der Polen in Deutschland zu verbessern. Mithilfe des Klubs veröffentlichte Helena Bohle-Szacki zwei Alben ihrer Werke: Ślady i cienie (Spuren und Schatten), geometrische Abstraktionen, und Od drzewa do drzewa (Von Baum zu Baum) mit Bäumen als Thematik – zwei der wichtigsten Motive ihres Schaffens. Ihre Werke fanden zunächst nur in kleinen Galerien Anklang, bis sie ihre Grafiken und Zeichnungen in Kopenhagen, Paris, Warschau, Prag und London ausstellen konnte. Von 1974 bis 2005 wirkte sie bei über 40 Einzelausstellungen mit, international beteiligte sie sich auch an verschiedenen Gruppenausstellungen. An Helena Bohle-Szackis Schaffen soll das langfristig angelegte Projekt Mosty – die Brücken erinnern, welches von der Stiftung „Erinnerung, Verantwortung und Zukunft“ finanziert wurde. 2017 fand in diesem Rahmen eine ihr gewidmete Ausstellung in Białystok statt und es wurde auch eine Ausstellung in Berlin geplant, um Helena Bohle-Szackis Werke von anderen Künstlern neu interpretieren zu lassen.

## Werke
- spuren, schatten. Zeichnungen und Aufzeichnungen. Verlag Slowo, Berlin 2003, ISBN 978-8-390-30036-8.
- Von Baum zu Baum. Zeichnungen von Helena Bohle-Szacki und allerlei Dichtung. Verlag Slowo, Berlin 2003, ISBN 978-8-390-30037-5.